# Levanat
Levanat (španělsky levante, katalánsky llevant, italsky levante, maltsky lvant, řecky Λεβάντες) je východní vítr. Jeho název má stejný původ jako východní středomořská oblast Levanta pocházející z francouzského slova „levant“, případně latinského „levare“, která znamenají „zvedat“ nebo „stoupat“. Odkazují tak na východní směr větru a spojují ho s východem slunce.
Obecně se jedná o mírný a vlhký vítr, který s sebou často přináší oblačnost a déšť. Běžná rychlost levantu je kolem 10–20 m/s.